# Estació de Parque de Ocio
Parque de Ocio fou una estació pertanyent a l'antiga línia C-3a de Rodalies Madrid, que donava servei al Parc Warner.
Obrí al públic el 2002 amb tota la línia, construïda amb motiu de l'obertura d'este parc per a dar servei al mateix i a la veïna localitat de San Martín de la Vega, al seu terme municipal s'ubicava esta estació. Actualment n'es troba desmantelada després del seu tancament al any 2012, només queden les andanes. Mentre funcionava la línia, l'estació prestava servei sempre que el Parc Warner romangués obert.
La seua tarifa correspon a la zona B3 segons el Consorci Regional de Transports.

## Línies
| procedència/destí                     | < estació | línia | estació >             | destí/procedència     | observacions |
| ------------------------------------- | --------- | ----- | --------------------- | --------------------- | ------------ |
| PintoMadrid-Chamartín-Clara Campoamor | Pinto     | C-3a  | San Martín de la Vega | San Martín de la Vega | Sense servei |